# Китайский сельскохозяйственный университет
Китайский сельскохозяйственный университет (кит. упр. 中国农业大学, пиньинь Zhōngguó Nóngyè Dàxué; аббревиатура кит. упр. 农大, пиньинь Nóngdà) — университет в Пекине, КНР, специализирующийся на сельском хозяйстве, биологии, инжиниринге, ветеринарии, экономике, менеджменте, гуманитарных и социальных науках. В современном виде был открыт в 1995 году после слияния Пекинского сельскохозяйственного университета и Пекинского университета сельского хозяйства и инжиниринга. К настоящему моменту в университете обучается более 13 000 бакалавров и 6 000 магистров. К Олимпиаде 2008 года был открыт новый спортивный центр, который принимал соревнования по борьбе.

## История
В 1905 году был основан Колледж сельского хозяйства, который стал прообразом современного университета. В сентябре 1949 года был основан Пекинский сельскохозяйственный университет, который объединил колледжи сельского хозяйства Пекинского университета, университета Цинхуа и университета Северного Китая. Госсовет КНР включил университет в список шести ключевых национальных университетов, а также в десятку университетов, которые в дальнейшем должны быть реконструированы и модернизированы. В октябре 1952 года Отделение сельскохозяйственных машин при Пекинском сельскохозяйственном университете было объединено с Колледжем сельскохозяйственных машин университета Северного Китая и Центральной школой механизации в сельском хозяйстве при Министерстве сельского хозяйства КНР. В итоге в июле 1953 года был создан Пекинский колледж по сельскохозяйственным машинам и технике. В октябре 1960 года Госсовет включил колледж в список 64-х ключевых национальных университетов. В 1985 году он был переименован в Пекинский университет сельского хозяйства и инжиниринга.
Университет считается лучшим в Китае для изучения сельского хозяйства.

## Факультеты и колледжи
- Колледж агрономии и биотехнологии
- Биологический колледж
- Колледж ветеринарии
- Колледж минеральных ресурсов и наук об окружающей среде
- Колледж информатики и электротехники
- Колледж инжиниринга
- Научный колледж
- Колледж изучения фауны и технологии
- Колледж экономики и менеджмента
- Колледж пищевых технологий
- Колледж водного хозяйства и гражданского инжиниринга
- Колледж гуманитарных наук и развития
- Пекинский международный колледж
- Школа дополнительного образования
- Отделение художественных наук и физической культуры
- Отделение идеологического образования
- Яньтайская Академия Китайского сельскохозяйственного университета (кампус Яньтай)
- Пекинский строительный университет